# Heterozygot

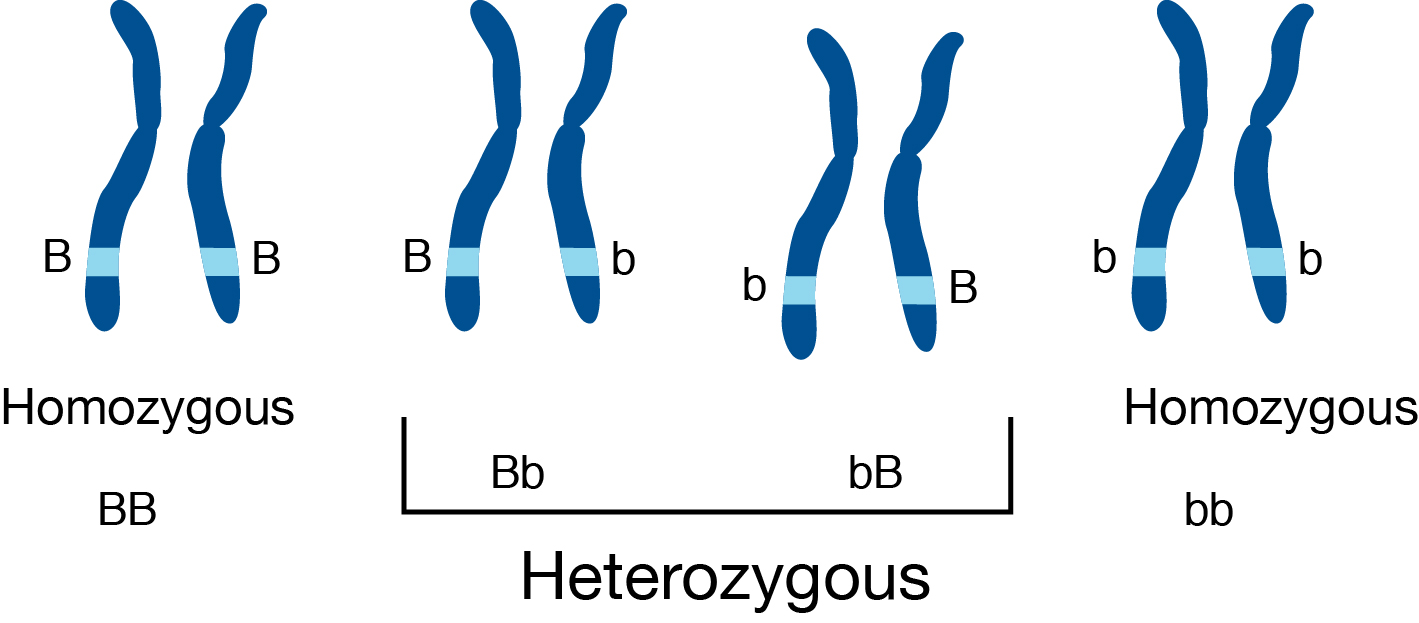
Skillnaden mellan homozygot (homozygous) och heterozygot (heterozygous).

Heterozygoter är ett begrepp inom genetiken och betecknar individer som har två olika varianter, alleler, av en gen. De båda kromosomerna i kromosomparet innehåller alltså olika varianter av genen. Den ena allelen kan vara dominant och undertrycka den andra som då är recessiv.
Motsatsen till heterozygot är homozygot.